# Barleria prionitis
La planta puerco espín (Barleria prionitis) (sánscrito: kuranta; Marathi: vjradanti ( वज्रदंती) es una especie de planta medicinal perteneciente a la familia de las acantáceas. Es originaria de la India.

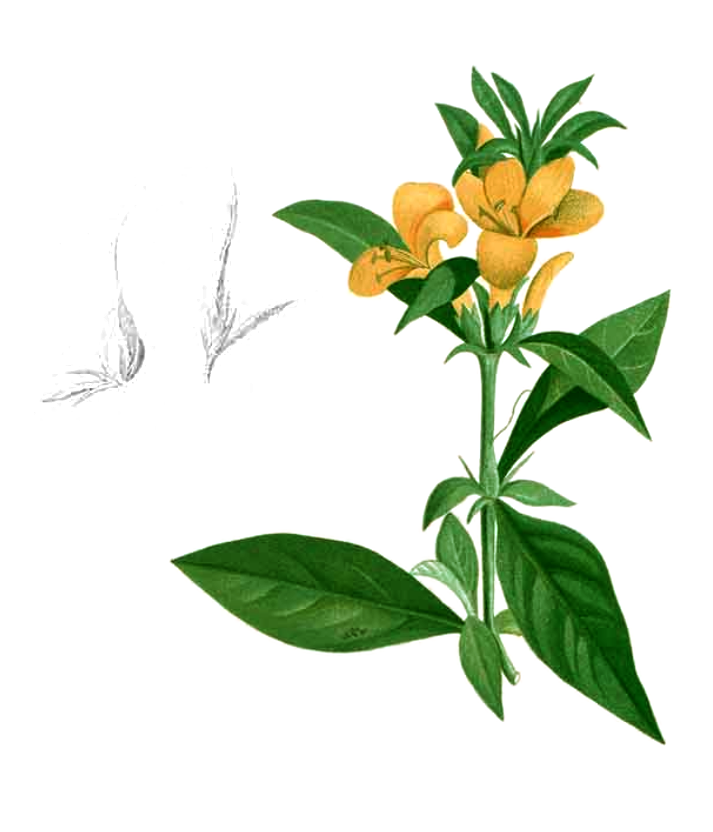
Ilustración

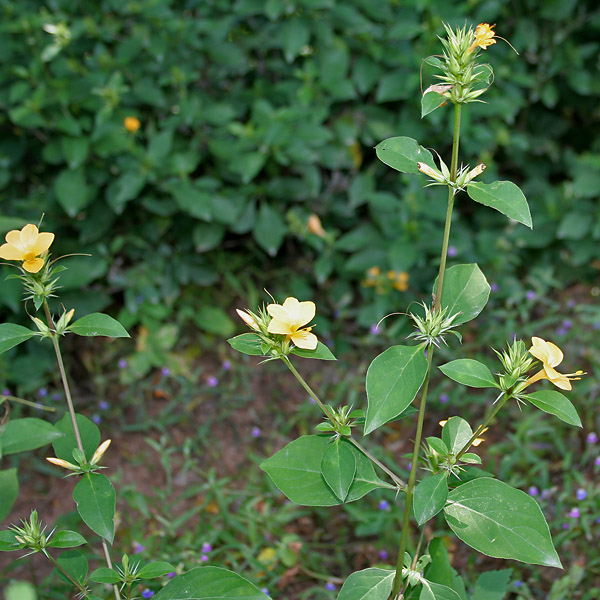
Vista de la planta en flor

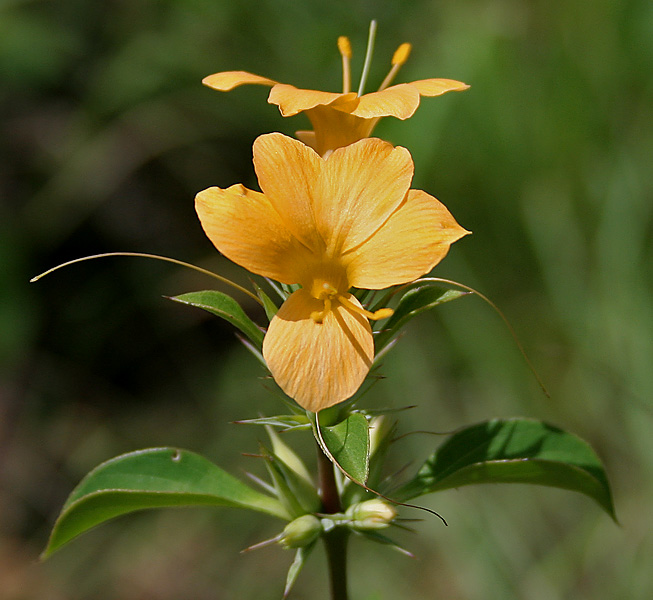
Detalle de la flor

## Descripción
Es un arbusto muy ramificado y armado con (1 -) 2-4, afiladas espinas axilares de color blanco grisáceo, de 1-2 cm de largo. Hojas con un largo pecíolo de 0-2.5 cm, lámina elíptica u ovadas-elípticas a obovadas, de 6-12  x 2-5 (-6) cm, escasamente pubescentes por debajo, por encima scabrida, atenuadas,  acuminadas, ciliadas, erizadas. Flores grandes, de color amarillo dorado, de hasta 7 cm de largo, a menudo sésiles y solitarias en las axilas inferiores  foliares, en espigas terminales cortas; brácteas oblongas u oblongo-lanceoladas, 1-2.5 cm x 3-5 mm; corola de 1,5 cm de ancho, pubescentes hacia el exterior glabro, tubo de 2-2.5 cm de largo, extremidades casi tan largo como el tubo, lóbulos oblongo-ovados, obtusos. Estambres fértiles 2 con filamentos exertos. El fruto es una cápsula ovoide-cónica, 1.5-2 cm x 8-10 mm, picuda, 2-cabeza de serie. Semillas ± orbiculares, c. 6 mm de largo, 5 mm de diámetro, adpresos cabelludo.

## Propiedades
El jugo de las hojas se utiliza para diversos fines medicinales en la medicina ayurveda. Se aplica en los pies para evitar la maceración y agrietamiento en época de lluvias.

## Ecología
B. prionitis es el anfitrión de las larvas de las mariposas Phalanta phalantha y Junonia lemonias. Sus hojas se sabe que contienen  6 hidroxiflavona, un compuesto químico, uno de los inhibidores no competitivos del citocromo P450 2C9.

## Taxonomía
Euphorbia chamaesyce fue descrita por Carlos Linneo y publicado en Species Plantarum  2: 636. 1753.
Etimología
Barleria: nombre genérico otorgado en honor del biólogo y fraile dominico francés; Jacques Barrelier (1606 - 1673).
prionitis: epíteto derivado del griego prion = "sierra".
Variedades
- Barleria prionitis subsp. ameliae (A.Meeuse) Brummitt & J.R.I.Wood
- Barleria prionitis subsp. appressa (Forssk.) Brummitt & J.R.I.Wood
- Barleria prionitis subsp. delagoensis (Oberm.) Brummitt & J.R.I.Wood
- Barleria prionitis subsp. induta (C.B.Clarke) Brummitt & J.R.I.Wood
- Barleria prionitis subsp. prionitoides (Engl.) Brummitt & J.R.I.Wood
- Barleria prionitis subsp. pubiflora (Benth. ex Hohen.) Brummitt & J.R.I.Wood

Sinonimia
- Barleria coriacea Oberm.
- Barleria echinata St.-Lag.
- Barleria quadrispinosa Stokes
- Barleria spicata Roxb.
- Justicia appressa Forssk.
- Prionitis hystrix Miq.
- Prionitis pubiflora Miq.

subsp. ameliae (A.Meeuse) Brummitt & J.R.I.Wood
- Barleria ameliae A.Meeuse

subsp. appressa (Forssk.) Brummitt & J.R.I.Wood
- Barleria appressa (Forssk.) Deflers

subsp. delagoensis (Oberm.) Brummitt & J.R.I.Wood
- Barleria delagoensis Oberm.

subsp. induta (C.B.Clarke) Brummitt & J.R.I.Wood
- Barleria induta C.B.Clarke

subsp. prionitoides (Engl.) Brummitt & J.R.I.Wood
- Barleria namutonensis Oberm.
- Barleria prionitoides Engl.

subsp. pubiflora (Benth. ex Hohen.) Brummitt & J.R.I.Wood
- Barleria pubiflora Benth. ex Hohen.[5]